# Artsjom Bykaŭ
Artsjom Henadzevitj Bykaŭ (belarusiska: Арцём Генадзевіч Быкаў, łacinka: Arciom Hienadzievič Bykaŭ; ryska: Артём Геннадьевич Быков, Artjom Gennadjevitj Bykov), född 19 oktober 1992 i Minsk, Vitryssland, är en vitrysk fotbollsspelare (mittfältare) som för närvarande spelar för FK Minsk på lån från Dinamo Minsk.